# الجمعية الوطنية في كيبيك
الجمعية الوطنية في كيبيك (بالإنجليزية: National Assembly of Quebec)‏ هي الهيئة التشريعية في كيبك، وتتكون من 125 مقعداً، يقع المقر الرئيسي لها في Parliament Building (Quebec) ‏، وتبلغ عدد دوائرها الانتخابية 125 دائرة.

## طالع أيضًا
- السلطة التشريعية في كيبك  [لغات أخرى]‏